# Hubert Humphrey
Hubert Horatio Humphrey, Jr. (Wallace, Dél-Dakota, 1911. május 27. – 1978. január 13.) az Egyesült Államok 38. alelnöke 1965 és 1969 között, Lyndon B. Johnson elnöksége alatt. 1945 és 1947 között Minneapolis város polgármesterévé, majd 1948-ban, 1954-ben és 1960-ban is Minnesota állam szenátorává választották.
A polgárjogi mozgalmak lelkes támogatója volt. Támogatta és kezdeményezte a közjóléti törvényeket, valamint az alacsony jövedelműek és a kisvállalkozások adóterheinek csökkentését. Ő javasolta a Békehadtest felállítását, valamint az idősek számára nyújtandó egészségügyi biztosítási rendszer, a Medicare létrehozását.
1966-ban Vietnámban járt, és a háború addigi mérsékelt ellenzőjéből annak elszánt támogatója lett. Emiatt veszítette el az 1968-as elnökválasztást. 1970-ben újból szenátornak választották, majd két évvel később ismét sikertelenül indult az elnökválasztáson.
66 éves korában hunyt el rákban.

## Elődök és utódok
| Elődje: Lyndon B. Johnson | Az Amerikai Egyesült Államok alelnöke 1965. január 20. – 1969. január 20. | Utódja: Spiro Agnew |